# قلعة إسماعيلي
قلعة إسماعيلي (بالفارسية: قلعه اسماعيلي)) هي قرية إيرانية تقع في قسم لامرد الريفي في الناحية المركزية في مقاطعة لامرد، محافظة فارس، إيران.